# Bruno (calciatore)
 Bruno (fl. XX secolo) è stato un calciatore italiano, di ruolo difensore.

## Carriera
Con l'Alba Roma disputa 20 gare nei campionati di Prima Divisione 1922-1923 e Prima Divisione 1923-1924.